# 道忠
道忠（どうちゅう）は、奈良時代末期から平安時代初期にかけての律宗の僧侶。
鑑真が唐から来日後、彼に師事して具足戒を受けて律宗を学んだ。後に東国を回って教えを広め、慈光寺を創建した。人々に菩薩戒を授けて回ったために、人々は彼を菩薩と呼んで尊んだ。後に彼から菩薩戒を受けた円澄が最澄の門人となったことから両者の間に交流に生まれ、最澄が天台宗を広めるために広く経典の書写を呼びかけた際に仏法発展のために支援を行ったという。
なお、道忠が菩薩戒を授けたのは、師の鑑真が独占的に授戒を行うことへの反抗であるとする説があるが、根拠のない俗説である。